# Clemens Nagiller
Clemens Nagiller (1990) è un ex sciatore alpino austriaco.

## Biografia
Attivo in gare FIS dal dicembre del 2005, nel 2010 prese parte a due gare di Coppa Europa a Kirchberg in Tirol, lo slalom gigante del 17 gennaio (43º) e lo slalom speciale del giorno successivo, senza concluderlo. Si ritirò al termine di quella stessa stagione 2009-2010 e la sua ultima gara fu uno slalom speciale FIS disputato il 1º aprile a Hochkar, chiuso da Nagiller al 10º posto; in carriera non debuttò in Coppa del Mondo né prese parte a rassegne olimpiche o iridate.

## Palmarès

### Campionati austriaci
- 1 medaglia:
  - 1 argento (combinata nel 2009[1])